# Беглеви (Бослеви)
Беглеви (груз. ბეღლევი) — село в Грузии, на территории Зестафонского муниципалитета края (мхаре) Имеретия.

## География
Село находится в западной части Грузии, на правом берегу реки Квирилы, на расстоянии приблизительно 11 километров (по прямой) к северо-востоку от города Зестафони, административного центра муниципалитета. Абсолютная высота — 291 метр над уровнем моря.

## Население
По результатам официальной переписи населения 2014 года, в Беглеви проживало 235 человек (119 мужчин и 116 женщин). В национальной структуре населения грузины составляли 100 %.
| Год  | Население, человек |
| ---- | ------------------ |
| 2002 | 26                 |
| 2014 | ↗ 235              |